# Carlos Gómez-Centurión Jiménez
Carlos María Gómez-Centurión Jiménez (1958 - Madrid, 27 de diciembre de 2011), historiador español, pariente del historiador dieciochista José Gómez-Centurión.

## Trayectoria académica
Fue profesor titular de Historia Moderna de la Universidad Complutense de Madrid desde 1987, dirigió su tesis el profesor José Alcalá-Zamora Queipo de Llano, por la que obtuvo el Premio Virgen del Carmen de monografías de tema marítimo y fue miembro de la Sociedad Española de Estudios del Siglo XVIII. 
Publicó numerosos estudios en Anuario de Estudios Americanos y otras revistas. Su campo de estudio preferente fue la Inglaterra del XVI y XVII (Enrique VIII, Isabel I, la Armada invencible) y la España del siglo XVIII (Felipe V y Carlos III en especial). Su último libro fue Alhajas para soberanos. Los animales reales en el siglo XVIII (Valladolid, Junta de Castilla y León, 2011).

## Obras
- La sátira política en el reinado de Carlos II (1983).
- La Inglaterra isabelina, Madrid: Información y Revistas, 1985.
- Con Juan Antonio Sánchez Belén y Virginia León, Enrique VIII, Madrid: Grupo 16, 1996.
- Luis XIV y su época, Madrid Información e Historia, 1997.
- El siglo de Luis XIV, Madrid: Cambio 16, 1985.
- Felipe II, la empresa de Inglaterra y el comercio septentrional (1566-1609), Madrid: Editorial Naval, 1988.
- La Invencible y la empresa de Inglaterra, Madrid: Nerea, 1988.
- La Armada Invencible, Madrid: Anaya, 1990.
- Con Antonio Domínguez Ortiz y Pere Molas Ribalta, La España de Carlos III, Madrid: Información e Historia, [1996]
- Con Juan A. Sánchez Belén, La Herencia de Borgoña: la hacienda de las Reales Casas durante el reino de Felipe V, Madrid: Centro de Estudios Políticos y Constitucionales, 1998.
- Monarquía y Corte en la España Moderna, Madrid: Universidad Complutense, Servicio de Publicaciones, 2003.
- Alhajas para soberanos. Los animales reales en el siglo XVIII. De las leoneras a las mascotas de cámara, Valladolid, Junta de Castilla y León, 2011.